# Valjoie (roman)
Valjoie (The Blithedale Romance) est un roman de Nathaniel Hawthorne, publié en 1852. 

## Résumé
Dans la communauté utopique de Blithedale au cours des années 1850, Miles Coverdale se lance dans une quête pour l'amélioration du monde par la vie agraire au sein de la communauté de la ferme Blithedale. Lors d'une conversation entre le héros et Old Moodie, personnage qui réapparaît tout au long du roman, est révélée la légende de la mystérieuse Dame voilée : une voyante populaire qui disparaît toujours à l'improviste. Coverdale se rend ensuite à Blithedale, où il rencontre Zénobie, ainsi que Mr et Mrs Silas Foster. Lors de leur premier dîner communautaire, ils sont interrompus par l'arrivée de Hollingsworth, une vieille connaissance de Coverdale, qui est accompagné d'une frêle et pâle jeune fille. Bien que Hollingsworth laisse entendre que la jeune fille, nommée Priscilla, est une invitée attendue, aucun des habitants de Blithedale ne la reconnaît. Se développe immédiatement un attachement sincère entre Zénobie et Priscilla. 
Peu après, Coverdale tombe gravement malade et doit être alité. Bien qu'il croit l'heure de sa mort toute proche, il discute avec Hollingsworth des valeurs en vigueur dans la société. Hollingsworth et Zénobie prennent soin de lui, et Coverdale recouvre lentement la santé. Comme il se rétablit au printemps, les membres de la communauté commencent à travailler la terre avec succès. Priscilla, jusque-là très réservée, commence à s'ouvrir aux autres. L'amitié entre Coverdale et Hollingsworth est alors malmenée par des désaccords d'ordre philosophique. Pendant ce temps, Zenobia et Hollingsworth se rapprochent et la rumeur court qu'ils pourraient fonder un foyer. Sur les entrefaites, Coverdale croise un inconnu, un certain professeur Westervelt, qui lui déplaît. Alors qu'il s'est réfugié dans un arbre, il surprend une conversation animée entre le professeur et Zénobie et comprend qu'ils ont partagé jadis d'étroites relations. 
Zénobie raconte un jour l'histoire de Dame voilée, mais évite de corroborer la véracité de ce qui apparaît comme une légende. Peu après Coverdale, Hollingsworth, Priscilla, et Zénobie se rendant à Eliot's Pulpit, un lieu de repos, où discutent tous quatre des droits des femmes, révélant ainsi que Zénobie et Hollingsworth sont d'accord sur ce point et font bloc contre Coverdale dont le point de vue leur paraît misogyne. Ce désaccord devient si important entre Coverdale et Hollingsworth que les deux hommes mettent fin à leur amitié. Coverdale quitte la ferme et retourne à la ville. Il s'y montre curieux et presque voyeur, observant sans retenue par les fenêtres de l'hôtel un jeune homme et une autre famille. Il épie aussi Zénobie et Westervelt lorsqu'ils sont de passage, ce qui ne plaît guère à la jeune femme qui le lui laisse entendre, tout comme elle lui révèle que Priscilla restera avec eux. Coverdale se rend chez Old Moodie qui, en état d'ivresse, lui raconte l'histoire de Fauntleroy, Zénobie et Priscilla. Il se trouve que Moodie, autrefois un homme riche, est Fauntleroy et le père de Zénobie. Il est tombé en disgrâce, puis s'est remariée plus tard et a eu un autre enfant, Priscilla. Zénobie et Priscilla sont donc des demi-sœurs. 
Coverdale, choqué par ces révélations, décide d'enquêter sur le mystère de la Dame voilée. Il découvre que Westervelt est le magicien lié à la voyante et que cette mystérieuse inconnue est en fait Priscilla. Zénobie, déçue par Hollingsworth qui lui révèle être amoureux de Priscilla, apprend aussi qu'il s'agit de sa demi-sœur. Tous trois se séparent. Peu après le corps de Zénobie est retrouvée dans la rivière. Elle est enterrée à Blithedale. Westervelt fait une dernière apparition énigmatique et déclare stupide ce suicide. Hollingsworth est gravement affectée par cette mort au contraire de Priscilla qui semble moins touchée en raison de son attachement pour Hollingsworth. Le dernier chapitre se penche sur les sages idéaux de Coverdale, mais la dernière phrase révèle que la morne apathie du personnage a une cause bien terrestre : il a toujours été amoureux de Priscilla.

## Éditions

### Édition originale
- The Blithedale Romance, Boston, Ticknor, Reed and Fields, 1852

### Édition française
- Valjoie, traduit par Marie Canavaggia, Paris, Gallimard, 1952 ; réédition, Paris, Gallimard, coll. L'Imaginaire no 608, 2011  (ISBN 978-2-07-013257-7)